# Leamon King
Leamon King, född 13 februari 1936 i Tulare i Kalifornien, död 22 maj 2001 i Delano i Kalifornien, var en amerikansk friidrottare.
King blev olympisk mästare på 4 x 100 meter vid sommarspelen 1956 i Melbourne.